# Sogno della galleria
Sogno della galleria è un album del cantante italiano Franco Simone, pubblicato il 21 novembre 2006.

## Descrizione
Si tratta della ristampa dell'album Gente che conosco con l'aggiunta di tre brani.

## Tracce
1. Sogno della galleria – 4:14
2. Leopardi – 4:32
3. Maquillage – 3:37
4. Gente che conosco – 3:34
5. Le nuove canzoni – 4:02
6. Sogno dell'esame – 4:07
7. Francesca – 2:07
8. Io e Firenze – 3:16
9. Aquí – 3:57
10. Voler a Los 17 – 3:21
11. Hace un Año – 3:52